# Explicitní náklady
Explicitní náklady jsou náklady, které musí firma reálně vynaložit v peněžní podobě na nákup nebo nájem výrobních faktorů (např. mzdové náklady, náklady na nákup strojů, materiálu, surovin, platby za služby, úroky za vypůjčený kapitál, pojištění, atd.).
Explicitní náklady tedy můžeme zjistit v účetních výkazech.